# Жильцов, Геннадий Евгеньевич
Генна́дий Евге́ньевич Жильцо́в (род. 14 июня 1964, Болохово, Тульская область) — советский, российский борец вольного стиля, выступавший также и за сборную Узбекистана. Призёр чемпионатов мира и Европы, Кубка мира, победитель Центральноазиатских игр (1995, за Узбекистан).

## Биография
Родился 10 января 1964 года. Выступал за «Динамо» (Красноярск) в весовой категории до 130 кг. Тренеры — Феликс Борисович Школьников, Дмитрий Георгиевич Миндиашвили, Георгий Леванович Бахтуридзе.

Мастер спорта СССР международного класса, мастер спорта России международного класса. Серебряный призёр чемпионата мира (1991). Бронзовый призёр Кубка мира (1994). Бронзовый призёр чемпионата Европы (1993). Победитель Кубка СССР (1983). Победитель Спартакиады народов РСФСР (1986). Чемпион РСФСР (1986). Победитель Международного турнира на призы Ивана Ярыгина (1990, 1993, 1994).
Победитель Центральноазиатских игр (1995).

В сборной команде СССР с 1991 года, в сборной команде России с 1992 по 1994 год, 1996 год. В 1995 году выступал за сборную команду Узбекистана. С 1996 года также выступал за борцовский клуб "Bucim Jaka" (Македония), в том числе на Кубке европейских чемпионов по вольной борьбе 1996/1997 годов.

Выпускник Красноярского государственного педагогического института.

## Спортивные результаты на чемпионатах СССР
- Чемпионат СССР по вольной борьбе 1988 года — ;
- Чемпионат СССР по вольной борьбе 1991 года — .

## Спортивные результаты на чемпионате СНГ
- Чемпионат СНГ по вольной борьбе 1992 года — .

## Спортивные результаты на чемпионатах России
- Чемпионат России по вольной борьбе 1992 года — ;
- Чемпионат России по вольной борьбе 1994 года — ;
- Чемпионат России по вольной борьбе 1996 года — .

## Семья
Дети: Жильцов Лев Геннадьевич (2010), Жильцов Макар Геннадьевич (2000), Жильцов Егор Геннадьевич (1987).

## Видео
- Чемпионат мира 1991, вольная борьба, до 130 кг, финал: Андреас Шрёдер (Германия) — Геннадий Жильцов (СССР)